# Гілдголська школа музики та театру
Гілдголська школа музики та театру (англ. Guildhall School of Music and Drama) — британський вищий навчальний заклад музики та театру. 
Знаходиться у Лондоні, заснований в 1880 році, до 1935 року як Гілдголська школа музики. З 1977 року займає нинішній будинок в архітектурному комплексі Барбікан, до 2010 року планується відкриття нового будинку.
Школа спеціалізується на академічній музиці, у тому числі опері, однак має й відділення джазу. Поряд з театральним відділенням працюють також відділення театрального менеджменту й сценічних технологій.